# 소피 캥통
소피 캥통(Sophie Quinton, 1976년 8월 31일 ~ )은 프랑스의 배우이다.

## 출연 작품
- 넛츠 (2012)
- 퀸 오브 몽트뢰유 (2012)
- 38인의 목격자 (2012)
- 외아들 (2011)
- 노바디 엘스 - 마릴린의 편지 (2011)
- 마크 오브 엔젤 (2008)
- 에이브릴 (2006)
- 밤비를 누가 죽였나? (2003)
- 안달루시아의 장미 (2002)
- Peau de vache (2000)